# Temporada 1909-1910 del FC Barcelona
La temporada 1909-10 va ser l'11a de la història del FC Barcelona. El club estava en un bon moment esportiu, i va guanyar els 3 grans campionats que va disputar: el Campionat de Catalunya, el Campionat d'Espanya i la Copa dels Pirineus

## Fets destacats
En una temporada plena d'èxits, el Barcelona guanya el Campionat de Catalunya (sense perdre cap punt), la Copa dels Pirineus Orientals (una competició internacional entre equips bascos, catalans i del sud de França) i, per primera vegada, el títol de Campió d'Espanya.
A la final d'aquesta última competició, disputada a Madrid, supera l'Español per 3 a 2, encara que perdia per 0 a 2 al descans. Els jugadors són rebuts efusivament a Barcelona.
Les dades més destacades de la temporada 1909-1910 són les següents:
- El 14 d'octubre de 1909, Joan Gamper deixa la presidència en mans d'Otto Gmelin, però continua unit al club com a tresorer.
- El 17 de desembre de 1909 es crea la Federació Catalana de Futbol, substituint l'anterior Associació de Clubs.
- Aquesta temporada, el Barça aconsegueix arribar gairebé als 400 socis i mobilitzar milers de seguidors.

## Plantilla
Font:
| N.                            | Pos. | Nac. | Jugador                | Total | Total | C. Catalunya | C. Catalunya | C. Espanya | C. Espanya | C. Pirineus | C. Pirineus | Amistosos | Amistosos |
| N.                            | Pos. | Nac. | Jugador                | PJ    | Gols  | PJ           | Gols         | PJ         | Gols       | PJ          | Gols        | PJ        | Gols      |
| ----------------------------- | ---- | --- | ---------------------- | ----- | ----- | ------------ | ------------ | ---------- | ---------- | ----------- | ----------- | --------- | --------- |
| —                             | POR  | [[Fitxer:Flag of Catalonia.svg\|23x15px\|border \|alt=Catalunya\|link=Selecció de futbol de Catalunya\|{{#if:\|]]                                    | Romà Solà              | 30    | -7    | 7            | -3           | 2          | -2         | 2           | -2          | 19        | -         |
| —                             | POR  | [[Fitxer:Flag of Catalonia.svg\|23x15px\|border \|alt=Catalunya\|link=Selecció de futbol de Catalunya\|{{#if:\|]]                                    | Llisard Peris          | 1     | 0     | 1            | 0            | 0          | 0          | 0           | 0           | 0         | 0         |
| —                             | DEF  | [[Fitxer:Flag of the Philippines.svg\|23x15px\|border \|alt=Filipines\|link=Selecció de futbol de les Filipines\|{{#if:\|]]                          | Manuel Amechazurra     | 21    | 1     | 7            | 0            | 2          | 0          | 2           | 0           | 10        | 1         |
| —                             | DEF  | [[Fitxer:Flag of Catalonia.svg\|23x15px\|border \|alt=Catalunya\|link=Selecció de futbol de Catalunya\|{{#if:\|]]                                    | Francesc Bru           | 28    | 2     | 7            | 0            | 2          | 0          | 2           | 0           | 17        | 2         |
| —                             | DEF  | [[Fitxer:Flag of Switzerland.svg\|23x16px\|border \|alt=Suïssa\|link=Selecció de futbol de Suïssa\|{{#if:\|]]                                        | Ernst Alfred Thalmann  | 6     | 0     | 3            | 0            | 0          | 0          | 0           | 0           | 3         | 0         |
| —                             | MIG  | [[Fitxer:Flag of Catalonia.svg\|23x15px\|border \|alt=Catalunya\|link=Selecció de futbol de Catalunya\|{{#if:\|]]                                    | Enric Peris            | 30    | 3     | 8            | 1            | 2          | 0          | 2           | 0           | 18        | 2         |
| —                             | MIG  | [[Fitxer:Flag of Catalonia.svg\|23x15px\|border \|alt=Catalunya\|link=Selecció de futbol de Catalunya\|{{#if:\|]]                                    | Joan Grau              | 26    | 0     | 7            | 0            | 2          | 0          | 1           | 0           | 16        | 0         |
| —                             | MIG  | [[Fitxer:Flag of Catalonia.svg\|23x15px\|border \|alt=Catalunya\|link=Selecció de futbol de Catalunya\|{{#if:\|]]                                    | Arseni Comamala        | 24    | 0     | 7            | 0            | 2          | 0          | 0           | 0           | 15        | 0         |
| —                             | MIG  | [[Fitxer:Flag of Catalonia.svg\|23x15px\|border \|alt=Catalunya\|link=Selecció de futbol de Catalunya\|{{#if:\|]]                                    | Felip Janer            | 7     | 1     | 3            | 0            | 0          | 0          | 0           | 0           | 4         | 1         |
| —                             | MIG  | [[Fitxer:Flag of Catalonia.svg\|23x15px\|border \|alt=Catalunya\|link=Selecció de futbol de Catalunya\|{{#if:\|]]                                    | Francesc Sanz          | 5     | 0     | 1            | 0            | 0          | 0          | 1           | 0           | 3         | 0         |
| —                             | MIG  | [[Fitxer:Flag of Spain (1785–1873, 1875–1931).svg\|23x15px\|border \|alt=Espanya\|link=Selecció de futbol d'Espanya\|{{#if:\|]]                      | Leandro Aguirreche     | 2     | 0     | 0            | 0            | 0          | 0          | 1           | 0           | 1         | 0         |
| —                             | DAV  | [[Fitxer:Flag of Catalonia.svg\|23x15px\|border \|alt=Catalunya\|link=Selecció de futbol de Catalunya\|{{#if:\|]]                                    | Romà Forns             | 31    | 16    | 8            | 5            | 2          | 1          | 2           | 0           | 19        | 10        |
| —                             | DAV  | [[Fitxer:Flag of Catalonia.svg\|23x15px\|border \|alt=Catalunya\|link=Selecció de futbol de Catalunya\|{{#if:\|]]                                    | Carles Comamala        | 30    | 57    | 8            | 21           | 2          | 3          | 2           | 0           | 18        | 33        |
| —                             | DAV  | [[Fitxer:Flag of England.svg\|23x15px\|border \|alt=Anglaterra\|link=Selecció de futbol d'Anglaterra\|{{#if:\|]]                                     | Charles Wallace        | 31    | 34    | 8            | 16           | 2          | 1          | 2           | 0           | 19        | 17        |
| —                             | DAV  | [[Fitxer:Flag of Catalonia.svg\|23x15px\|border \|alt=Catalunya\|link=Selecció de futbol de Catalunya\|{{#if:\|]]                                    | Joan Llonch            | 9     | 2     | 5            | 2            | 0          | 0          | 1           | 0           | 3         | 0         |
| —                             | DAV  | [[Fitxer:Flag of Spain (1785–1873, 1875–1931).svg\|23x15px\|border \|alt=Espanya\|link=Selecció de futbol d'Espanya\|{{#if:\|]]                      | José Rodríguez         | 8     | 5     | 0            | 0            | 2          | 1          | 1           | 1           | 5         | 3         |
| —                             | DAV  | [[Fitxer:Flag of Catalonia.svg\|23x15px\|border \|alt=Catalunya\|link=Selecció de futbol de Catalunya\|{{#if:\|]]                                    | Joan Macià             | 11    | 3     | 3            | 1            | 0          | 0          | 0           | 0           | 8         | 2         |
| —                             | DAV  | [[Fitxer:Flag of Catalonia.svg\|23x15px\|border \|alt=Catalunya\|link=Selecció de futbol de Catalunya\|{{#if:\|]]                                    | Domènec Espelta        | 5     | 0     | 3            | 0            | 0          | 0          | 0           | 0           | 2         | 0         |
| —                             | DAV  | [[Fitxer:Flag of Catalonia.svg\|23x15px\|border \|alt=Catalunya\|link=Selecció de futbol de Catalunya\|{{#if:\|]]                                    | Josep Graell           | 2     | 2     | 0            | 0            | 0          | 0          | 2           | 2           | 0         | 0         |
| —                             | DAV  | [[Fitxer:Flag of Catalonia.svg\|23x15px\|border \|alt=Catalunya\|link=Selecció de futbol de Catalunya\|{{#if:\|]]                                    | Claudi Puigvert        | 3     | 0     | 2            | 0            | 0          | 0          | 0           | 0           | 1         | 0         |
| —                             | DAV  | [[Fitxer:Flag of England.svg\|23x15px\|border \|alt=Anglaterra\|link=Selecció de futbol d'Anglaterra\|{{#if:\|]]                                     | Percival Wallace       | 7     | 11    | 0            | 0            | 2          | 2          | 0           | 0           | 5         | 9         |
| —                             | DAV  | [[Fitxer:Flag of the German Empire.svg\|23x15px\|border \|alt=Imperi Alemany\|link=Selecció de futbol d'Alemanya\|{{#if:\|]]                         | Udo Steinberg          | 3     | 1     | 0            | 0            | 0          | 0          | 1           | 0           | 2         | 1         |
| Equip reserva                 |      | |                        |       |       |              |              |            |            |             |             |           |           |
| —                             | DEF  | [[Fitxer:Flag of Catalonia.svg\|23x15px\|border \|alt=Catalunya\|link=Selecció de futbol de Catalunya\|{{#if:\|]]                                    | Áureo Comamala         | 1     | 0     | 0            | 0            | 0          | 0          | 0           | 0           | 1         | 0         |
| —                             | DEF  | [[Fitxer:Flag of Catalonia.svg\|23x15px\|border \|alt=Catalunya\|link=Selecció de futbol de Catalunya\|{{#if:\|]]                                    | Surinyach              | 1     | 0     | 0            | 0            | 0          | 0          | 0           | 0           | 1         | 0         |
| —                             | MIG  | [[Fitxer:Flag of Argentina.svg\|23x15px\|border \|alt=Argentina\|link=Selecció de futbol de l'Argentina\|{{#if:\|]]                                  | Mariano Bori           | 1     | 0     | 0            | 0            | 0          | 0          | 0           | 0           | 1         | 0         |
| —                             | MIG  | [[Fitxer:Flag of the German Empire.svg\|23x15px\|border \|alt=Imperi Alemany\|link=Selecció de futbol d'Alemanya\|{{#if:\|]]                         | Julius Müller          | 1     | 1     | 0            | 0            | 0          | 0          | 0           | 0           | 1         | 1         |
| —                             | MIG  | [[Fitxer:Flag of Catalonia.svg\|23x15px\|border \|alt=Catalunya\|link=Selecció de futbol de Catalunya\|{{#if:\|]]                                    | Alejandro Fonquernie   | 1     | 0     | 0            | 0            | 0          | 0          | 0           | 0           | 1         | 0         |
| —                             | MIG  | [[Fitxer:Flag placeholder.svg\|23x15px\| \|alt=\|link=Selecció de futbol\|{{#if:\|]]                                                                 | Robinson               | 1     | 0     | 0            | 0            | 0          | 0          | 0           | 0           | 1         | 0         |
| —                             | DAV  | [[Fitxer:Flag of Switzerland.svg\|23x16px\|border \|alt=Suïssa\|link=Selecció de futbol de Suïssa\|{{#if:\|]]                                        | E. Büchlein            | 1     | 0     | 0            | 0            | 0          | 0          | 0           | 0           | 1         | 0         |
| —                             | DAV  | [[Fitxer:Flag of Scotland.svg\|23x15px\|border \|alt=Escòcia\|link=Selecció de futbol d'Escòcia\|{{#if:\|]]                                          | William White          | 1     | 0     | 0            | 0            | 0          | 0          | 0           | 0           | 1         | 0         |
| —                             | DAV  | [[Fitxer:Flag of the Balearic Islands.svg\|23x15px\|border \|alt=Illes Balears\|link=Selecció de futbol de les Illes Balears\|{{#if:\|]]             | Pedro Mensa            | 1     | 0     | 0            | 0            | 0          | 0          | 0           | 0           | 1         | 0         |
| Jugadors convidats o puntuals |      | |                        |       |       |              |              |            |            |             |             |           |           |
| —                             | DEF  | [[Fitxer:Flag of England.svg\|23x15px\|border \|alt=Anglaterra\|link=Selecció de futbol d'Anglaterra\|{{#if:\|]]                                     | Junior Morris          | 7     | 0     | 0            | 0            | 0          | 0          | 0           | 0           | 7         | 0         |
| —                             | MIG  | [[Fitxer:Flag of the Valencian Community (2x3).svg\|23x15px\|border \|alt=País Valencià\|link=Selecció de futbol del País Valencià\|{{#if:\|]]       | Josep Quirante         | 2     | 0     | 0            | 0            | 0          | 0          | 0           | 0           | 2         | 0         |
| —                             | MIG  | [[Fitxer:Flag of the Dominican Republic.svg\|23x15px\|border \|alt=República Dominicana\|link=Selecció de futbol de República Dominicana\|{{#if:\|]] | Máximo Llompart        | 2     | 0     | 0            | 0            | 0          | 0          | 0           | 0           | 2         | 0         |
| —                             | MIG  | [[Fitxer:Flag of Cuba.svg\|23x15px\|border \|alt=Cuba\|link=Selecció de futbol de Cuba\|{{#if:\|]]                                                   | Agustí Peris de Vargas | 1     | 0     | 0            | 0            | 0          | 0          | 0           | 0           | 1         | 0         |

1. ↑  Sense incloure dades contra el Central per falta de fonts.
2. ↑  Algunes fonts donen el nom de Joan Janer.
3. ↑  Durant el campionat de Catalunya pertanyia a l'Universitari.
4. ↑  Durant el campionat de Catalunya pertanyia al FC Espanya.
5. ↑  S'inclouen els jugadors del club que no van disputar parits oficials durant la temporada.
6. ↑  També apareix a la premsa com a "Haeck". Era campió de tennis.
7. ↑  Era jugador del club Star.
8. 1 2  Era jugador de l'Espanyol.
9. ↑  Era jugador del Català.

## Competicions
| Competició         | Pos. | PJ | PG | PE | PP | GF | GC | Campió       |
| ------------------ | ---- | -- | -- | -- | -- | -- | -- | ------------ |
| C. Catalunya       | 1r   | 9  | 9  | 0  | 0  | 56 | 3  | FC Barcelona |
| C. Espanya         | 1r   | 2  | 2  | 0  | 0  | 8  | 2  | FC Barcelona |
| Copa dels Pirineus | C    | 2  | 1  | 1  | 0  | 3  | 2  | FC Barcelona |

- Inclou el partit contra l'Universitari que fou posteriorment suspès, però que el mateix Universitari va renunciar que es repetís.
- Sense incloure partits guanyats per cessió de punts.
- L'empat fa referència al partit en què l'Olymipique Cettois va renunciar a jugar la pròrroga.

## Partits

### Amistosos
| 8 agost 1909 | FC Barcelona             | 2 - 0 | FC Central | Barcelona                            |  |
|              | C. Wallace · C. Comamala |       |            | Camp del carrer Indústria · Doncos · |  |

| 12 setembre 1909 | FC Espanya | 0 - 7 | FC Barcelona                                | Barcelona          |  |
|                  |            |       | C. Comamala · С.Wallace · Steinberg · Forns | Espanya · Llonch · |  |

| 19 setembre 1909 | FC Barcelona | 2 - 1 | FC Espanya | Barcelona                          |  |
|                  | C. Comamala  |       |            | Camp del carrer Indústria · Ponz · |  |

| 23 setembre 1909 | AUF Tarragona | 1 - 7 | FC Barcelona                    | Barcelona           |  |
|                  |               |       | C. Comamala · С.Wallace · Forns | Tarragona · Tarin · |  |

| 31 octubre 1909 | Stade Helvetique Marsella | 5 - 1 | FC Barcelona | França                     |  |
|                 |                           |       | C. Comamala  | Marsella · Diss [França] · |  |

| 1 novembre 1909 | Olympique Cettois | 1 - 4 | FC Barcelona              | França                    |  |
|                 |                   |       | Bru · C. Comamala · Forns | Cette · Diffre [França] · |  |

| 26 desembre 1909 | FC Barcelona       | 3 - 1 | Olympique Cettois | Barcelona                             |  |
|                  | C. Wallace · Forns |       |                   | Camp del carrer Indústria · Mattias · |  |

| 2 gener 1910 | FC Barcelona                    | 5 - 3 | Sociedad Gimnastica Espanola | Barcelona                           |  |
|              | C. Wallace · C.Comamala · Peris |       |                              | Camp del carrer Indústria · Witty · |  |

| 31 gener 1910 | Olympique Cettois | 0 - 4 | FC Barcelona                    | França                       |  |
|               |                   |       | C. Wallace · C.Comamala · Forns | Perpinyà · Naudin [França] · |  |

| 9 febrer 1910 | FC Barcelona             | 3 - 2 | Selecció Catalana | Barcelona                              |  |
|               | C. Wallace · C. Comamala |       |                   | Camp del carrer Indústria · Hamilton · |  |

| 28 marc 1910 | FC Barcelona                    | 3 - 3 | Club Español de Madrid | Barcelona                           |  |
|              | Janer · Muller · equip contrari |       |                        | Camp del carrer Indústria · Witty · |  |

| 5 maig 1910 | FC Barcelona                               | 11 - 0 | Universitari | Barcelona                           |  |
|             | C.Comamala · С.Wallace · Rodriguez · Forns |        |              | Camp del carrer Indústria · Witty · |  |

| 8 maig 1910 | FC Barcelona      | 4 - 0 | Sporting Club Nimes | Barcelona           |  |
|             | P.Wallace · Forns |       |                     | Figueres · Canals · |  |

| 15 maig 1910 | FC Barcelona | 1 - 2 | Stade Helvetique Marsella | Barcelona                            |  |
|              | C.Comamala   |       |                           | Camp del carrer Indústria · Canals · |  |

| 5 juny 1910 | FC Barcelona       | 4 - 1 | Cardiff Corinthians FC | Barcelona                          |  |
|             | C.Comamala · Peris |       |                        | Plaça d'Armes del Parc · Roberts · |  |

| 19 juny 1910 | FC Barcelona                                     | 6 - 2 | RCD Espanyol | Barcelona                              |  |
|              | C.Comamala · Rodriguez · P.Wallace · Amechazurra |       |              | Camp del carrer Indústria · Hamilton · |  |

### Concurs Espanya
| 26 setembre 1909 | FC Barcelona                         | 7 - 0 | Universitari | Barcelona          |  |
|                  | C. Wallace · Carlos Comamala · Forns |       |              | Espanya · Llonch · |  |

| 17 octubre 1909 | FC Barcelona                      | 6 - 1 | Català SC | Barcelona               |  |
|                 | Bru · Carlos Comamala · C.Wallace |       |           | Espanya · Matarrodona · |  |

| 7 novembre 1909 | FC Espanya | 1 - 3 | FC Barcelona            | Barcelona         |  |
|                 |            |       | Macia · Carlos Comamala | Espanya · Darne · |  |

### Campionat de Catalunya
| Pos | Equip            | PJ | PG | PE | PP | GF | GC | DG  | Pts | Classificació |
| --- | ---------------- | -- | -- | -- | -- | -- | -- | --- | --- | ------------- |
| 1   | FC Barcelona (C) | 12 | 12 | 0  | 0  | 55 | 3  | +52 | 24  | Campió        |
| 2   | CD Espanyol      | 12 | 8  | 1  | 3  | 31 | 9  | +22 | 17  |               |
| 3   | Universitary SC  | 12 | 7  | 1  | 4  | 26 | 14 | +12 | 15  |               |

| 5 desembre 1909 | FC Barcelona                        | 8 - 1 | Català SC | Barcelona                            |  |
| Jornada 3       | C. Wallace · C. Comamala · E. Peris |       | Gol       | Camp del carrer Indústria · Pàmies · |  |

| 12 desembre 1909 | FC Barcelona | 1 - 0 | CD Español | Barcelona                         |  |
| Jornada 4        | C. Comamala  |       |            | Camp del carrer Indústria · Rué · |  |

| 19 desembre 1909 | FC Barcelona                              | 5 - 1 | FC España | Barcelona                            |  |
| Jornada 5        | C. Wallace · C. Comamala · Forns · Llonch |       | Gol       | Camp del carrer Indústria · Doncos · |  |

| 9 gener 1910 | Star FC | 0 - 8 | FC Barcelona             | Barcelona |  |
| Jornada 6    |         |       | C. Comamala · C. Wallace | Doncos ·  |  |

| 16 gener 1910 | FC Barcelona                              | 12 - 0 | FC Central | Barcelona                           |  |
| Jornada 7     | Forns · C. Comamala · C. Wallace · Llonch |        |            | Camp del carrer Indústria · Witty · |  |

| 23 gener 1910 | FC Barcelona | 1 - 0 | Universitary SC | Barcelona                            |  |
| Jornada 8     | C. Wallace   |       |                 | Camp del carrer Indústria · Vinyes · |  |

| 27 febrer 1910 | Català SC | 1 - 10 | FC Barcelona                     | Barcelona                             |  |
| Jornada 11     | Gol       |        | C. Comamala · C. Wallace · Macià | Camp del carrer Indústria · Torrens · |  |

| 20 març 1910 | FC Barcelona | punts cedits | Star FC | Barcelona                   |  |
| Jornada 14   |              |              |         | Camp del carrer Indústria · |  |

| 27 març 1910 | FC Central | 0 - 10 | FC Barcelona | Barcelona |  |
| Jornada 15   |            |        |              |           |  |

| 3 abril 1910 | Universitary SC | 0 - 1 | FC Barcelona | Barcelona                            |  |
| Jornada 16   |                 |       | Forns        | Camp de l'Hospital Clínic · Doncos · |  |

| 17 abril 1910 | FC España | punts cedits | FC Barcelona | Barcelona                          |  |
| Jornada 13    |           |              |              | Camp del carrer Entença/València · |  |

| 12 juny 1910     | CD Español | punts cedits | FC Barcelona | Barcelona                |  |
| 17:30 Jornada 12 |            |              |              | Camp del carrer Marina · |  |

### Campionat d'Espanya
| Pos | Equip             | PJ | PG | PE | PP | GF | GC | DG | Pts | Classificació |
| --- | ----------------- | -- | -- | -- | -- | -- | -- | -- | --- | ------------- |
| 1   | FC Barcelona      | 2  | 2  | 0  | 0  | 8  | 2  | +6 | 4   | Campió        |
| 2   | Español de Madrid | 2  | 1  | 0  | 1  | 5  | 4  | +1 | 2   |               |
| 3   | Sala Calvet       | 2  | 0  | 0  | 2  | 1  | 8  | −7 | 0   |               |

| 24 maig 1910 | FC Barcelona                                              | 5 - 0 | RC Deportivo de La Coruña | Madrid                                        |  |
| Jornada 1    | P. Wallace · C. Comamala · Forns · C. Wallace · Rodríguez |       |                           | Campo de Tiro de Pichón · Kindelan (Madrid) · |  |

| 26 maig 1910    | FC Barcelona                                     | 3 - 2 | Club Español de Madrid | Madrid                                      |  |
| 20:30 Jornada 3 | C. Wallace 58' · C. Comamala 70' · Rodríguez 89' |       | Álvarez Buylla 5' 12'  | Campo de Tiro de Pichón · Lemmel (Madrid) · |  |

### Copa dels Pirineus
|  | Quarts de final          | Quarts de final |                    |   | Semifinals | Semifinals |  |  | Final | Final |
|  |                          |                 |                    |   |            |            |  |  |       |       |
|  | 27 febrer – Montpeller   |                 |                    |   |            |            |  |  |       |       |
|  |                          |                 |                    |   |            |            |  |  |       |       |
|  | Olympique Cettois        | 3               |                    |   |            |            |  |  |       |       |
|  | Olympique Cettois        | 3               | 24 abril – Seta    |   |            |            |  |  |       |       |
|  | Sporting Club Nîmois     | 0               |                    |   |            |            |  |  |       |       |
|  | Sporting Club Nîmois     | 0               | Olympique Cettois  | 1 |            |            |  |  |       |       |
|  |                          |                 | Olympique Cettois  | 1 |            |            |  |  |       |       |
|  |                          |                 | FC Barcelona       | 1 |            |            |  |  |       |       |
|  |                          |                 | FC Barcelona       | 1 |            |            |  |  |       |       |
|  |                          |                 | 1 maig – Tolosa    |   |            |            |  |  |       |       |
|  |                          |                 |                    |   |            |            |  |  |       |       |
|  | FC Barcelona             | 2               |                    |   |            |            |  |  |       |       |
|  | FC Barcelona             | 2               | 27 febrer – Tolosa |   |            |            |  |  |       |       |
|  |                          | Reial Societat  | 1                  |   |            |            |  |  |       |       |
|  | Stade Toulousain         | Reial Societat  | 1                  |   |            |            |  |  |       |       |
|  | 17 abril – Sant Sebastià |                 |                    |   |            |            |  |  |       |       |
|  | SC Toulousain            |                 |                    |   |            |            |  |  |       |       |
|  | Stade Toulousain         | 0               |                    |   |            |            |  |  |       |       |
|  | Stade Toulousain         | 0               |                    |   |            |            |  |  |       |       |
|  |                          |                 | Reial Societat     | 8 |            |            |  |  |       |       |
|  |                          |                 | Reial Societat     | 8 |            |            |  |  |       |       |
|  |                          |                 |                    |   |            |            |  |  |       |       |
|  |                          |                 |                    |   |            |            |  |  |       |       |
|  |                          |                 |                    |   |            |            |  |  |       |       |

| 24 abril 1910 | Olympique Cettois | 1 - 1 | FC Barcelona | Seta    |  |
| Semifinals    | Allias            |       | Graells      | Labat · |  |

| 1 maig 1910 | FC Barcelona        | 2 - 1 | Reial Societat | Tolosa  |  |
| Final       | Graells · Rodríguez |       | Prast          | Labat · |  |

1. ↑  L'Olympique Cettois no va voler jugar la pròrroga i el Barcelona va passar a la final.